# Vihuela
Vihuela (italianizzato: viella) è un antico strumento musicale della famiglia dei liuti, apparso in Spagna. Il termine identifica in particolare la cosiddetta vihuela de mano, distinta dalla vihuela de arco, sinonimo della viola da gamba o della viella medievale. Analogamente alla chitarra, alla quale assomiglia, si suona pizzicando le corde con le dita.

## Storia e repertorio

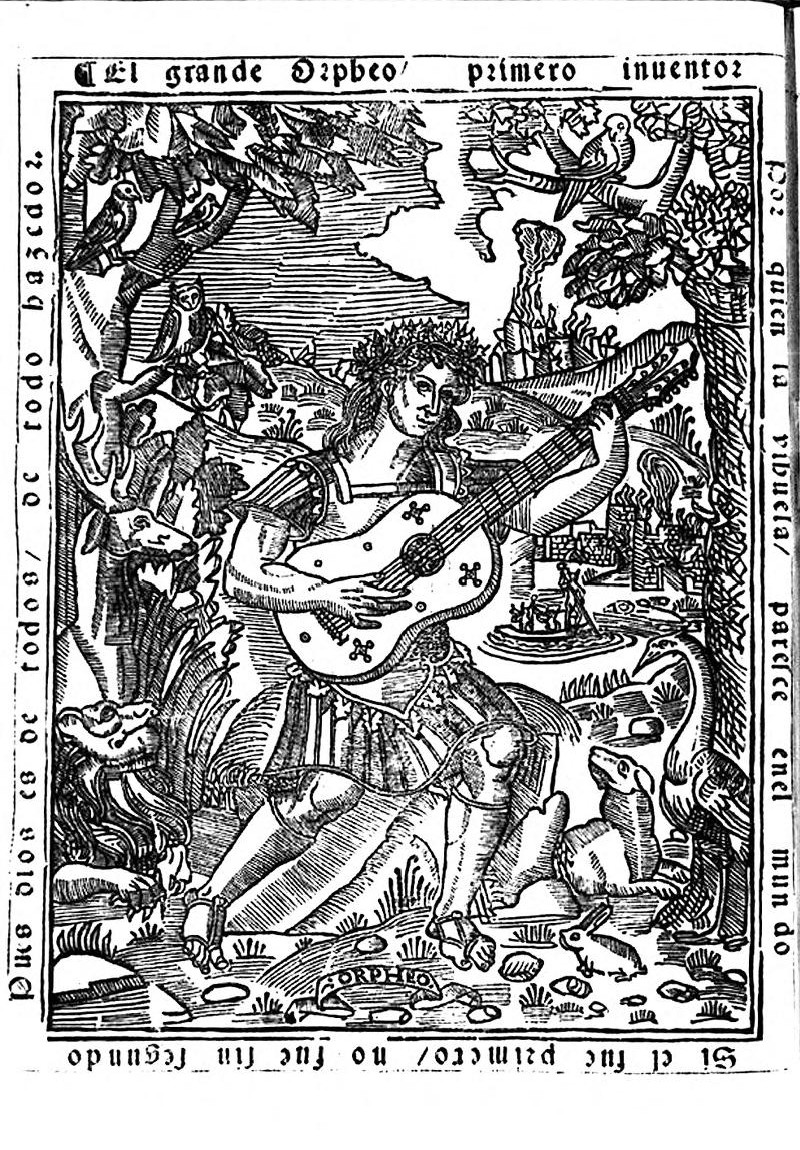
Orfeo suona la vihuela. Frontespizio del celebre libro di intavolature per vihuela di Luis de Milán, Libro de música de vihuela de mano intitulado El maestro (1536).

La vihuela si diffuse verso la fine del '400 ed era dotata, generalmente, di sei corde di cui cinque doppie. Fu molto diffusa soprattutto presso gli strati più elevati della società spagnola, nei quali si affermò come strumento dotto ed assunse una popolarità paragonabile a quella raggiunta dal liuto nel resto dell'Europa, nel medesimo periodo.
Fra i principali autori di musica intavolata per vihuela si annoverano:
- Luis de Milán
- Luis de Narváez
- Alonso Mudarra
- Enriquez de Valderrábano
- Diego Pisador
- Miguel de Fuenllana
- Esteban Daza

Alcune musiche per strumento a tastiera di Antonio de Cabezón e di altri grandi compositori spagnoli del XVI secolo, pur essendo più frequentemente eseguite sul clavicembalo e sull'organo, potevano essere eseguite anche sulla vihuela (o sull'arpa), come attestato ad esempio dal titolo della celebre raccolta di Cabezón Obras de musica para tecla, arpa y vihuela (pubblicata postuma nel 1578).

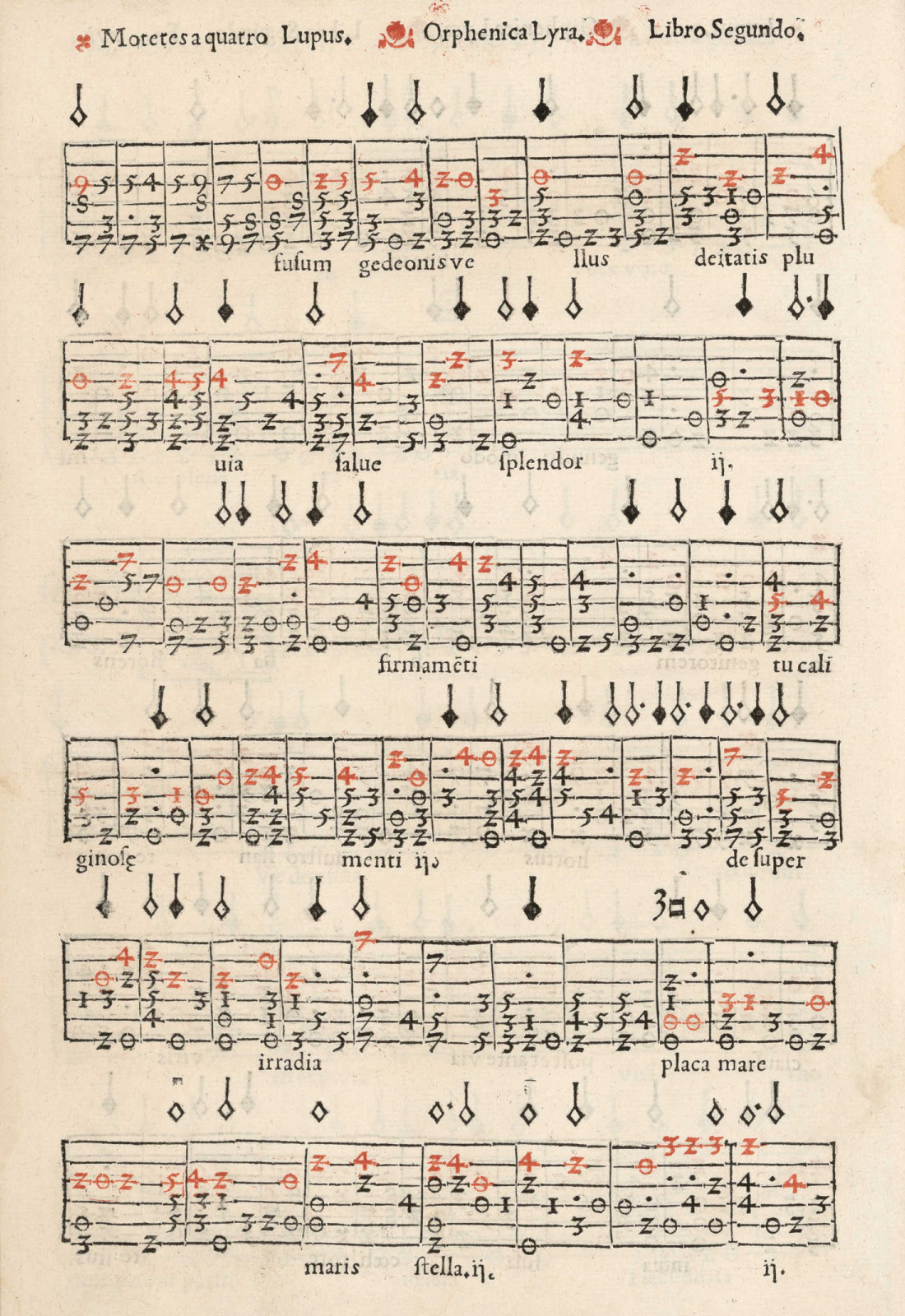
Esempio di intavolature per vihuela dalla raccolta Orphenica Lyra di Miguel de Fuenllana (1554). Le cifre in rosso (nell'originale) indicano la parte vocale.

Curiosamente, il brano originale per vihuela oggi più noto e frequentemente eseguito (spesso con la chitarra moderna) è la Fantasia X que Remeda el Arpa de Ludovico ("Fantasia X che imita l'arpa di Ludovico"), di Alonso Mudarra (1546), che fu scritta per imitare sulla vihuela la particolare tecnica usata dall'arpista Ludovico, virtuoso che godeva di grande notorietà ai tempi di Mudarra.
Da questo strumento sembra derivi il charango, strumento tuttora molto popolare nell'America meridionale.

### Libri di musica per vihuela
- Luis de Milán, Libro de música de vihuela de mano. Intitulado el Maestro, Valencia] 1535-36
- Luis de Narváez, Los seys libros del Delphin de musica de cifras para tañer vihuela, Valladolid 1538
- Alonso Mudarra, Tres libros de musica en cifras para vihuela, Siviglia 1546
- Enriquez de Valderrábano, Libro de musica de vihuela, intitulado Silva de sirenas, Valladolid 1547
- Diego Pisador, Libro de musica de vihuela, Salamanca 1552
- Miguel de Fuenllana, Libro de música para vihuela, intitulado Orphenica lyra, Siviglia 1554
- Luys Venegas de Henestrosa, Libro de cifra nueva musica para tecla, harpa y vihuela, Alcalá 1557
- Esteban Daza, Libro de musica en cifras para vihuela, intitulado el Parnasso, Valladolid 1576
- Antonio de Cabezón, Obras de musica para tecla harpa y vihuela, Madrid 1578

La vihuela era molto diffusa anche nei Paesi che si trovavano sotto l'influenza o la dominazione spagnola, come il Sud Italia e l'America Latina. In quest'ottica, tra le pubblicazioni per vihuela si può annoverare anche l'Intavolatura de viola o vero lauto cioè Recercate, Canzone francese, Mottete..., Libro I e II "della Fortuna", di Francesco da Milano, pubblicata a Napoli da J. Sultzbachius nel 1536. Come recita il titolo, le musiche ivi contenute potevano infatti essere eseguite anche sulla viola (da mano), ossia sulla vihuela.
Citiamo infine una fonte manoscritta, il Ramillete de Flores (Madrid, Bibl. Nacional, Ms 6001), contenente musiche di Fabricio, Paez, Mendoza, Lopez e altri autori anonimi.

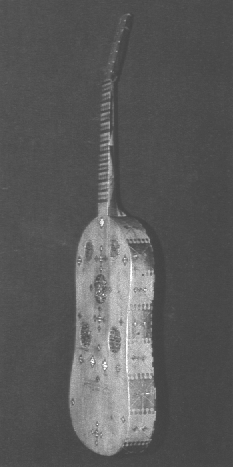
La vihuela Guadalupe conservata nel Museo Jacquemart-André di Parigi, uno dei tre soli esemplari superstiti di vihuela del XVI secolo attualmente noti.

## Accordatura
L'accordatura della vihuela è identica a quella del liuto in sol: dalla più grave sol, do, fa, la, re, sol, ma raddoppiate all'unisono (in paragone all'accordatura della chitarra moderna - che è una terza minore più bassa - l'intervallo di terza maggiore si trova fra la terza e la quarta corda anziché fra la seconda e la terza).

## Vihuela messicana

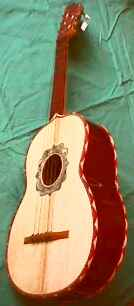
Una vihuela messicana, strumento del XIX secolo a 5 corde

In Messico il nome vihuela è utilizzato per indicare un diverso strumento, risalente al XIX secolo, tipico delle formazioni musicali dette Mariachi. In questi gruppi, che non includono strumenti a percussione, la vihuela e il guitarrón (strumento analogo, di taglia maggiore e accordatura più grave), svolgono una fondamentale funzione ritmica. Dotata di cinque corde, la vihuela messicana non è storicamente collegata alla vihuela spagnola del XVI secolo, quanto piuttosto alla chitarra battente.